# Boris Kokowkin
Boris Siergiejewicz Kokowkin, ros. Борис Сергеевич Коковкин (ur. 8 października 1910 w Machaczkale, zm. 18 listopada 1985) – radziecki i rosyjski aktor filmowy i teatralny.
Zadebiutował na dużym ekranie rolą w biograficznym filmie Rimski-Korsakow (1953). Laureat zbiorowej nagrody dla najlepszego aktora na 8. MFF w Cannes za rolę w filmie Wielka rodzina (1954) w reżyserii Iosifa Chejfica. W swojej karierze wystąpił w ponad 25 filmach, m.in. Lecą żurawie (1957) Michaiła Kałatozowa.